# Biz Markie
Biz Markie, pseudonimo di Marcel Theo Hall (New York, 8 aprile 1964 – Baltimora, 16 luglio 2021), è stato un rapper, disc jockey e beatboxer statunitense, soprannominato anche The Clown Prince of Hip-Hop, il suo hip hop East Coast si distingue per diversi singoli ricchi di umorismo come Just a Friend, certificato platino dalla RIAA per il milione di copie vendute.

## Biografia
La carriera di Markie iniziò nei primi anni 1980 come performer, poi come human beatbox per MC Shan e Roxanne Shanté. Biz incontrò il beatmaker Marley Marl nel 1985, iniziò a registrare la sua prima serie di demo e nel 1988 venne messo sotto contratto con l'etichetta Cold Chillin Records. Nello stesso anno Biz pubblicò il suo album di debutto, Goin' Off, successo spinto dai singoli underground Vapors e Make the Music With Your Mouth, Biz.
Un anno dopo Biz divenne noto al grande pubblico con il singolo Just a Friend, che raggiunse la top ten trainando così l'album The Biz Never Sleeps al disco d'oro.
Considerato una stella nascente dell'hip hop, le aspettative per l'album successivo di Biz, I Need a Haircut, erano molto alte. Tuttavia le vendite risultarono già deludenti quando Biz viene citato in giudizio da Gilbert O'Sullivan, che sosteneva che Alone Again conteneva un campionamento non autorizzato dalla sua Alone Again (Naturally). La causa di O'Sullivan cambiò il panorama dell'hip hop in maniera radicale: tutti i campionamenti utilizzati devono essere approvati dall'artista originale.
Biz rispose nel 1993 con un disco intitolato sarcasticamente All Samples Cleared!, ma la sua carriera era oramai danneggiata dalla pubblicità derivata dalla causa. Per il resto del decennio mantenne un profilo basso, partecipando ai dischi dei Beastie Boys e lavorando per MTV2 nel 1996, ma in generale rimanendo lontano dalle luci dei riflettori. La collaborazione con i Beastie Boys tuttavia permise a Biz di risollevare la sua reputazione, e durante la fine degli anni 1990 ed i primi anni del 2000 concentrò la propria attenzione più sulla parte strumentale che sul rap.
Biz è anche apparso nei dischi dei Len (collettivo canadese di rock/rap conosciuto per Steal My Sunshine), Morcheeba e dell'amico Will Smith, tra cui Willennium.
Nel 2005 Biz ha partecipato allo show televisivo Celebrity Fit Club che sfidava le star televisive sovrappeso a dimagrire con una combinazione di dieta ed esercizio; è risultato il vincitore del programma. Sempre nel 2005 è comparso in un episodio dello show di  Andy Milonakis.
Biz è anche apparso nel film Men in Black II con Will Smith e Tommy Lee Jones e in una breve scena nel famoso B-movie Sharknado 2, nel 2014.
Nel 2016 ha partecipato alla serie televisiva Empire, con un cameo, cantando il suo brano Just a Friend dedicandolo alla protagonista Cookie.
Biz Markie è morto il 16 luglio 2021. Sebbene la causa della morte non sia stata rivelata, il rapper ha lottato negli ultimi anni con problemi di salute legati alla sua decennale battaglia con il diabete di tipo 2.

## Discografia

### Album in studio
- 1988 - Goin' Off (Cold Chillin'/Warner)
- 1989 - The Biz Never Sleeps (Cold Chillin'/Warner)
- 1991 - I Need a Haircut (Cold Chillin'/Warner)
- 1993 - All Samples Cleared! (Cold Chillin'/Warner)
- 2003 - Weekend Warrior (Tommy Boy Records)

### Raccolte
- 1994 - Biz's Baddest Beats (Cold Chillin')
- 1998 - On the Turntable (P-Vine)
- 2000 - On the Turntable 2 (Pony Canyon)
- 2002 - Greatest Hits (LandSpeed)
- 2007 - Ultimate Diabolical (Traffic Entertainment)
- 2009 - Diabolical: The Biz's Greatest Hits (Traffic Entertainment)

### EP
- 1986 - Make the Music with Your Mouth, Biz (Prism)

### Singoli
- 1987 - Nobody Beats the Biz (feat. TJ Swan)
- 1987 - Pickin' Boogers
- 1988 - Vapors
- 1988 - Biz Is Goin' Off
- 1988 - This Is Something for the Radio
- 1989 - Just a Friend
- 1989 - Spring Again
- 1991 - What Comes Around Goes Around
- 1991 - T.S.R. (Toilet Stool Rap)/Busy Doing Nuthin
- 1993 - Let Me Turn You On
- 1993 - Young Girl Bluez
- 1995 - Let Go My Eggo
- 1995 - A Message from the Biz
- 2003 - Let Me See You Bounce (con Elephant Man)